# Чию
Чию — река в России, течёт по территории Удорского района Республики Коми. Правый приток реки Йирва.
Длина реки составляет 19 км.
Впадает в Йирву на высоте 113 м над уровнем моря.

## Данные водного реестра
По данным государственного водного реестра России относится к Двинско-Печорскому бассейновому округу, водохозяйственный участок реки — Мезень от истока до водомерного поста у деревни Малонисогорская. Речной бассейн реки — Мезень.
Код объекта в государственном водном реестре — 03030000112103000043735.